# Throckmorton
Throckmorton es un pueblo ubicado en el condado de Throckmorton en el estado estadounidense de Texas. En el Censo de 2010 tenía una población de 828 habitantes y una densidad poblacional de 192,93 personas por km².

## Geografía
Throckmorton se encuentra ubicado en las coordenadas 33°10′55″N 99°10′47″O / 33.18194, -99.17972. Según la Oficina del Censo de los Estados Unidos, Throckmorton tiene una superficie total de 4.29 km², de la cual 4.29 km² corresponden a tierra firme y (0%) 0 km² es agua.

## Demografía
Según el censo de 2010, había 828 personas residiendo en Throckmorton. La densidad de población era de 192,93 hab./km². De los 828 habitantes, Throckmorton estaba compuesto por el 93.48% blancos, el 0.12% eran afroamericanos, el 0.97% eran amerindios, el 0.48% eran asiáticos, el 0% eran isleños del Pacífico, el 4.11% eran de otras razas y el 0.85% pertenecían a dos o más razas. Del total de la población el 10.27% eran hispanos o latinos de cualquier raza.